# Afareaitu
Afareaitu is een geassocieerde gemeente op het eiland Mo'orea, in Frans-Polynesië. Het maakt deel uit van de gemeente Moorea-Maiao. Volgens een volkstelling in 2012 had het een bevolking van 3.455 mensen. Volgens de volkstelling van 2017 was het uitgegroeid tot een bevolking van 3.674 mensen.